# Lindneromyia glaucescens
Lindneromyia glaucescens är en tvåvingeart som först beskrevs av Walker 1859.  Lindneromyia glaucescens ingår i släktet Lindneromyia och familjen svampflugor. Inga underarter finns listade i Catalogue of Life.